# Partido Verde Europeu
O Partido Verde europeu é um partido político europeu criado em 22 de fevereiro do 2004 em Roma. Provém da fusão de 32 partidos ecologistas nacionais de 29 países da Europa, com quatro não membros da União Europeia (Suíça, Rússia, Geórgia e Ucrânia), em uma formação de dimensão europeia.
Formam grupo no Parlamento Europeu junto com vários deputados independentes, nacionalistas e regionalistas de esquerda com o nome de Verdes/Aliança Livre Europeia.

## Personalidades
O porta-voz deste grupo parlamentar é Daniel Cohn-Bendit, deputado europeu de nacionalidade franco-alemã. Para as eleições europeias de junho de 2004, o partido tem feito a mesma campanha eleitoral em todos os países da União, e as personalidades mais destacadas do partido como (Daniel Cohn-Bendit, Monica Frassoni, Joschka Fischer) tem feito campanha em toda a União. Deste grupo formam parte os Eurodeputados espanhóis Raul Romeva, David Hammerstein, e Bernat Joan.

## História

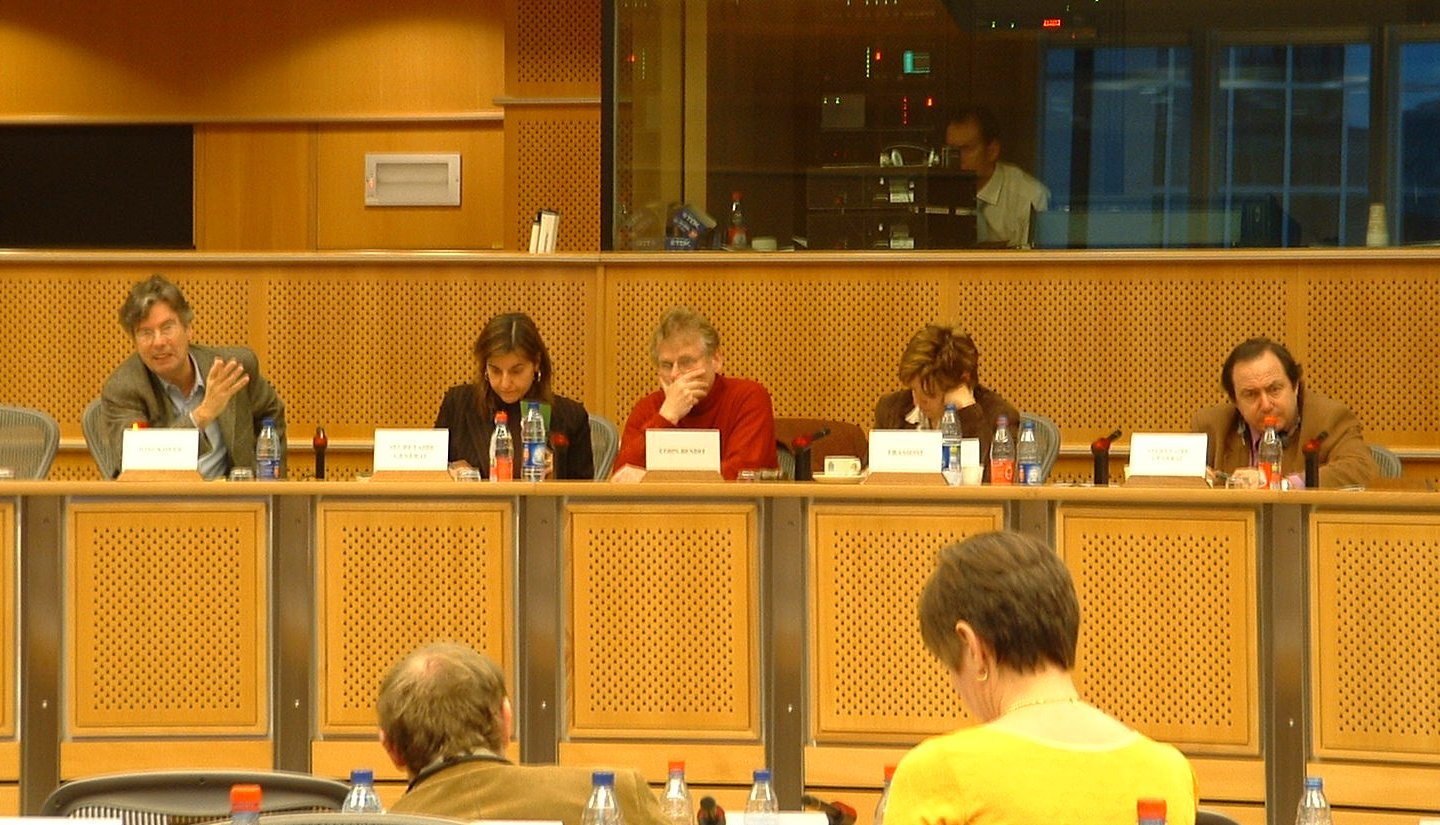
Reunião do grupo no parlamento europeu em dezembro de 2004.
Da esquerda para a direita: Pierre Jonckheer, Vula Tsetsi, Daniel Cohn-Bendit, Monica Frassoni e Bernat Joan i Marí

A primeira tentativa de criar uma aliança europeia de partidos verdes foi com a Coordenação dos Partidos Verdes e Radicais Europeus, estabelecidas por ocasião das eleições europeias de 1979 e agrupando os Verdes alemães, o Agalev belga, o Movimento de Ecologia Política francês, o Partido Ecologia do Reino Unido, o Partido Político dos Radicais holandês e o Partido Radical Italiano.
Os partidos verdes da Europa tinham um coordenador (1979-1993) e um responsável pela federação (1993-2004). Desde as eleições de 1999, o Partido Verde Europeu formou uma coligação com a Aliança Livre Europeia, apesar das suas diferentes ideologias, que deu origem à criação do grupo parlamentar Verdes/Aliança Livre Europeia. A fundação do Partido Verde Europeu ocorre em 2004.
Durante o IV Congresso da Federação Europeia dos Partidos Verdes, realizada em Roma, entre os dias 20 a 22 Fevereiro 2004, criou as regras de organização dos Verdes Europeus. A convenção contou com a participação de 32 partidos políticos de 29 países e cerca de 1300 delegados.
Assim, cada membro nacional de um Partido Verde faz parte dos Verdes Europeus, integrando-o automaticamente.

## Ideologia
O Partido Verde Europeu baseia-se nas chamadas políticas verdes, tais como a responsabilidade ambiental, a liberdade individual, a democracia, a diversidade, a justiça social, a igualdade de género, um desenvolvimento sustentável global e a não-violência e a paz 
. Essas ideias têm sido defendidas em vários relatórios, como o relatório Auken na especulação imobiliária real espanhol em 2009.
No campo da Internet, o Partido Verde Europeu e a Aliança Livre Europeia têm defendido vigorosamente a adopção de uma Infraestrutura de Informação Livre (inclui: não patentes de software, acesso aberto, neutralidade da rede, padrões abertos, o controle estatal de pequeno porte, a liberdade de expressão, direito da concorrência e da utilização de software livre) principalmente com Directiva da União Europeia sobre a patenteabilidade de invenções implementadas em computador em 2003 .
Durante o II Congresso do PVE (2006) aprovou o estatuto final que definem a sua linha ideológica, a Carta dos Verdes Europeus.

## Evolução ideológica
A sua relação com a União Europeia e suas instituições mudou dramaticamente desde a sua criação e ainda são tema de debate.
Nas décadas de 70 e 80, os Verdes Europeus eram geralmente cépticos em relação à integração económica e política, que eram vistas como negativas aos interesses sociais e ambientais. Em seu programa de 1984, propôs uma integração europeia alternativa, descentralizada e neutra.
Em 1989, alguns deputados começaram a mudar de ideias e a apoiar a integração europeia, sendo que o seu programa visava a democratização das instituições europeias.
No seu programa de 1994, os Verdes Europeus, finalmente, abandonaram a sua oposição inicial à integração europeia e começaram a propor soluções políticas pragmáticas.
Nos seus programas de 1999 e 2004, os Verdes Europeus aprofundaram progressivamente nessa direcção. No entanto, no Partido Verde Europeu há também uma enorme diversidade ideológica, dependendo da ideologia de origem de onde provêem os seus membros nacionais, como o pró-UE Dei Gréng no Luxemburgo ou o eurocéptico Miljöpartiet de Gröna na Suécia .

## Organização
O Partido Verde Europeu é composto por partidos políticos de toda a Europa, e não necessariamente que pertençam à União Europeia. As partes também podem ser observadores. Desde 2004, também a adesão individual é possível.
Os principais órgãos do partido são o Congresso, o Conselho e a Comissão:
- O Congresso é composto por cerca de 400 representantes de partidos membros e os deputados, na proporção dos resultados eleitorais obtidos nas últimas eleições europeias. Cada partido tem, no entanto, pelo menos, quatro representantes. Congresso em geral, tem a palavra final sobre a orientação política do partido.
- O Conselho é uma representação dos partidos membros e os deputados. Os partidos menores têm um representante e dois representantes os partidos maiores. O Conselho é responsável por questões políticas entre o Congresso e também decide sobre questões de organização e eleição do Comité, os pedidos de novos membros e os estatutos do PVE.
- A Comissão é composta por 9 membros, incluindo dois altos-representantes (um homem e uma mulher), secretário-geral e tesoureiro, sendo responsáveis pela gestão dos temas do quotidiano, a implementação das decisões do Conselho e as actividades do Secretário-Geral.

Em todos os organismos as decisões são aprovadas por 2/3.
O Partido Verde Europeu organizou-se em várias redes regionais, criando estruturas regionais no seio da Europa como o Green Islands Network (compreendendo as partes verdes da Grã-Bretanha, Irlanda e ilhas associadas), Mar Báltico Verdes, Rede Verde Mediterrâneo, Adriático Rede Verde e do Mar do Norte Verdes.
Desde 2007, o partido conta com uma ala jovem: a Federação dos Jovens Verdes Europeus.

Partidos membros

## Financiamento
Enquanto partido político europeu registado, o partido tem direito a financiamento público europeu, que tem recebido continuamente desde 2004.
Apresenta-se de seguida a evolução do financiamento público europeu recebido pelo partido.
Montante (€)Financiamento público europeu dos partidos políticos europeus01.000.0002.000.0003.000.0004.000.0005.000.0002004200720102013201620192022Montantes máximos de financiamento públicoMontantes de financiamento público efetivamente recebidos
Em conformidade com o Regulamento relativo aos partidos políticos europeus e às fundações políticas europeias, o partido também angaria fundos privados para cofinanciar as suas actividades. A partir de 2025, os partidos europeus devem angariar, pelo menos, 10% das suas despesas reembolsáveis a partir de fontes privadas, enquanto o restante pode ser coberto através de financiamento público europeu.
Segue-se a evolução das contribuições e donativos recebidos pelo partido.
Montante (€)Contribuições angariadas pelos partidos políticos europeus0100.000200.000300.000400.000500.000600.00020042008201220162020PVE
Montante (€)Donativos angariados pelos partidos políticos europeus0200040006000800010.0002004200720102013201620192022PVE

## Membros

### Partidos políticos
Segundo o site oficial os partidos integrados são:

#### Membros actuais
| País               | Nome                                           | Status            |
| ------------------ | ---------------------------------------------- | ----------------- |
| Albânia            | Partido Verde da Albânia                       | Extra-parlamentar |
| Alemanha           | Aliança 90/Os Verdes                           | Oposição          |
| Andorra            | Verdes de Andorra                              | Extra-parlamentar |
| Áustria            | Os Verdes - Alternativa Verde                  | Governo           |
| Bélgica            | Groen                                          | Apoio parlamentar |
| Bélgica            | Ecolo                                          | Apoio parlamentar |
| Bulgária           | Os Verdes                                      | Extra-parlamentar |
| Chéquia            | Partido Verde                                  | Extra-parlamentar |
| Chipre             | Movimento Ambiental e Ecologista               | Oposição          |
| Dinamarca          | Partido Popular Socialista                     | Apoio parlamentar |
| Eslovénia          | Partido da Juventude - Verdes Europeus         | Extra-parlamentar |
| Espanha            | EQUO                                           | Oposição          |
| Espanha            | Iniciativa pela Catalunha Verdes               | Governo           |
| Estónia            | Verdes Estónios                                | Extra-parlamentar |
| Finlândia          | Aliança dos Verdes                             | Governo           |
| França             | Europa Ecologia - Os Verdes                    | Oposição          |
| Geórgia            | Partido Verde da Geórgia                       | Governo           |
| Grécia             | Verdes Ecologistas                             | Extra-parlamentar |
| Hungria            | Políticas Podem Ser Diferentes                 | Oposição          |
| Irlanda            | Partido Verde                                  | Oposição          |
| Itália             | Federação dos Verdes                           | Extra-parlamentar |
| Itália             | Verdes                                         | Extra-parlamentar |
| Luxemburgo         | Os Verdes                                      | Governo           |
| Macedónia do Norte | Renovação Democrática da Macedónia             | Governo           |
| Malta              | Alternativa Democrática                        | Extra-parlamentar |
| Moldávia           | Partido Ecologista Verde                       | Extra-parlamentar |
| Montenegro         | Acção Unida pela Reforma                       | Oposição          |
| Noruega            | Partido Verde                                  | Oposição          |
| Países Baixos      | Esquerda Verde                                 | Oposição          |
| Polónia            | Os Verdes                                      | Oposição          |
| Portugal           | LIVRE                                          | Oposição          |
| Portugal           | Os Verdes                                      | Extra-parlamentar |
| Reino Unido        | Partido Verde da Inglaterra e do País de Gales | Oposição          |
| Reino Unido        | Partido Verde da Irlanda do Norte              | Extra-parlamentar |
| Reino Unido        | Partido Verde Escocês                          | Extra-parlamentar |
| Roménia            | Partido Verde                                  | Extra-parlamentar |
| Suécia             | Partido Verde                                  | Governo           |
| Suíça              | Partido Verde da Suíça                         | Governo           |
| Ucrânia            | Partido dos Verdes da Ucrânia                  | Extra-parlamentar |

#### Candidatos
| País    | Nome                                   | Status            |
| ------- | -------------------------------------- | ----------------- |
| Croácia | Desenvolvimento Sustentável da Croácia | Extra-parlamentar |
| Turquia | Partido da Esquerda Verde              | Extra-parlamentar |

#### Associados
| País         | Nome                        | Status            |
| ------------ | --------------------------- | ----------------- |
| Azerbaijão   | Partido Verde do Azerbaijão | Extra-parlamentar |
| Bielorrússia | Partido Verde Bielorrusso   | Extra-parlamentar |
| Rússia       | Rússia Verde                | Extra-parlamentar |
| Portugal     | PAN                         | Oposição          |

### Membros individuais
O partido também inclui vários membros individuais, embora, tal como a maioria dos outros partidos europeus, não tenha procurado desenvolver a adesão individual em massa.
Segue-se a evolução da filiação individual no partido desde 2019.
Membros individuaisMembros individuais dos partidos políticos europeus0102030405060201920202021202220232024PVE

## Outras organizações envolvidas
Existem outras organizações envolvidas no Partido Verde Europeu. As estruturas de jovens verdes nacionais desempenham um papel importante no seio do Partido Verde Europeu, integrando a Federação dos Jovens Verdes Europeus (FYEG). O Partido Verde Europeu também patrocina a Rede Europeia de Seniores Verde (ENG) e do Observatório Europeu Verde Género (EGgO).

## Nas Instituições Europeias
| Organização        | Instituição                            | Número de lugares |
| ------------------ | -------------------------------------- | ----------------- |
| União Europeia     | Parlamento Europeu                     | 44 / 720          |
| União Europeia     | Comissão Europeia                      | 0 / 27            |
| União Europeia     | Conselho Europeu (Chefes de Governo)   | 0 / 27            |
| União Europeia     | Conselho da União Europeia (Ministros) |                   |
| União Europeia     | Comité das Regiões                     | 10 / 329          |
| Conselho da Europa | Assembleia Parlamentar                 | 157 / 612 (SOC)   |